# Argyractis psalmoidalis
Argyractis psalmoidalis là một loài bướm đêm trong họ Crambidae.